# Miguel Francis
Miguel Francis (* 28. März 1995 in Plymouth, Montserrat) ist ein antiguanisch-britischer Leichtathlet, der in den Sprintdisziplinen an den Start geht.

## Leben
Miguel Francis wurde im britischen Überseegebiet Montserrat, das zu den Kleinen Antillen gehört, geboren. Noch als er ein Kleinkind war, musste die Familie aufgrund eines Vulkanausbruchs die Insel verlassen und siedelten auf den Inselstaat Antigua und Barbuda über. Nachdem Francis mit der Leichtathletik begann, trainierte er beim Racers Track Club und wurde bald ein Trainingspartner Usain Bolts. Nachdem in Vorbereitung auf die Olympischen Sommerspiele 2012 in London eine Reihe von Athleten aus Überseegebieten als Briten eingebürgert wurden, ging Francis 2016 selbst diesen Weg. Das Prozedere ist nicht unumstritten, wird aber vom Weltverband World Athletics gebilligt. Da Francis sich im Vorfeld der Olympischen Sommerspiele 2016 für die Einbürgerung entschied, konnte er ab 2017 für das Vereinigte Königreich international an den Start gehen. Als Gründe für die Zustimmung nannte der Weltverband unter anderem die Tatsache, dass Francis mit Montserrat in einem Britischen Überseegebiet, und nicht etwa einen unabhängigen Staat, geboren sei.
Francis lebt auf Jamaika und wird von Glen Mills trainiert.

## Sportliche Laufbahn
Miguel Francis nahm erstmals 2013 bei den U20-Panamerikameisterschaften in Medellín an einer internationalen Meisterschaft teil, bei denen er allerdings über 200 Meter nach dem Vorlauf ausschied. Zuvor war er im Laufe der Saison mit einer Zeit von 20,60 s bereits deutlich schneller gelaufen. 2014 trat er im Juli zunächst bei den U20-Zentralamerikameisterschaften in Mexiko an, bei denen er die Bronzemedaille über 200 Meter gewann. Ende desselben Monats nahm er in Eugene an den U20-Weltmeisterschaften teil. Dabei konnte er in das Halbfinale einziehen, schied darin allerdings als insgesamt 18. aus. Schließlich nahm er mit der Staffel an den Commonwealth Games in Glasgow teil, mit der er den siebten Platz belegen konnte. 2015 nahm er an den IAAF World Relays auf den Bahamas teil, bei denen die 4-mal-100-Meter-Staffel den sechsten Platz im B-Finale belegte. Später im Juli trat er mit der Staffel und über 200 Meter bei den Panamerikanischen Spielen in Toronto an. Im Halbfinale der 200 Meter verbesserte er sich auf 20,05 s und zog damit in das Finale ein, in dem er den sechsten Platz belegte. Auch mit der Staffel gelang der Finaleinzug, worin der Lauf allerdings in einer Disqualifikation endete. Durch seine Zeit über 200 Meter erfüllte er die Norm für die Weltmeisterschaften in Peking. Bei seiner Weltmeisterschaftspremiere konnte er auf Anhieb das Halbfinale erreichen und schied darin mit 20,14 s knapp als Vierter seines Laufs aus. Mit der Staffel belegte er im Finale den sechsten Platz.
2016 verbesserte sich Francis auf 19,88 s und erfüllte damit die Qualifikationszeit für die Olympischen Sommerspiele in Rio de Janeiro. Dort konnte er allerdings aufgrund einer Oberschenkelverletzung im Vorlauf nicht an den Start gehen. In der Folge warfen ihn eine Reihe von langwierigen Verletzungen immer wieder zurück. 2018 musste er Operationen an Knie und Fußknöchel über sich ergehen lassen, bevor er 2019 zu alter Stärke zurückfand. Im Juli lief er 19,97 s und setzte sich damit zu jenem Zeitpunkt, zusammen mit Adam Gemili, auf den dritten Platz der ewigen Britischen Bestenliste über 200 Meter. Bei den Britischen Meisterschaften Ende Juli gewann er die Bronzemedaille und sicherte sich damit einen Platz, um bei den Weltmeisterschaften in Doha an den Start gehen zu können. Dort zog er in das Halbfinale ein, konnte darin allerdings nicht an den Start gehen.

## Wichtige Wettbewerbe
| Jahr                               | Veranstaltung                     | Ort                             | Platz                           | Disziplin                       | Zeit                            |
| Startet für Antigua und Barbuda    | Startet für Antigua und Barbuda   | Startet für Antigua und Barbuda | Startet für Antigua und Barbuda | Startet für Antigua und Barbuda | Startet für Antigua und Barbuda |
| ---------------------------------- | --------------------------------- | ------------------------------- | ------------------------------- | ------------------------------- | ------------------------------- |
| 2014                               | U20-Zentralamerikameisterschaften | Morelia                         | 3.                              | 200 m                           | 21,00 s                         |
| 2014                               | U20-Weltmeisterschaften           | Eugene                          | 18.                             | 200 m                           | 21,29 s                         |
| 2014                               | Commonwealth Games                | Glasgow                         | 7.                              | 4 × 100 m                       | 40,45 s                         |
| 2015                               | Panamerikanische Spiele           | Toronto                         | 6.                              | 200 m                           | 20,20 s                         |
| 2015                               | Panamerikanische Spiele           | Toronto                         |                                 | 4 × 100 m                       | DSQ                             |
| 2015                               | Weltmeisterschaften               | Peking                          | 9.                              | 200 m                           | 20,14 s                         |
| 2015                               | Weltmeisterschaften               | Peking                          | 6.                              | 4 × 100 m                       | 38,61 s                         |
| Startet für Vereinigtes Königreich |                                   |                                 |                                 |                                 |                                 |
| 2019                               | Weltmeisterschaften               | Doha                            |                                 | 200 m                           | DNS (Halbfinale)                |

## Persönliche Bestleistungen
Freiluft
- 100 m: 10,23 s, 25. Mai 2019, Kingston
- 200 m: 19,88 s, 11. Juni 2016, Kingston, (antiguanischer Rekord)